# Paris-Nice 1999
La 57e édition de la course cycliste par étapes Paris-Nice a eu lieu du 7 au 14 mars 1999. La victoire est revenue au Néerlandais Michael Boogerd. Le vainqueur sortant Frank Vandenbroucke, favori au départ de Paris à la suite de son excellent début de saison (victoire au Het Volk notamment), échoue à la quatrième place après avoir été piégé lors de la deuxième étape.

## Participants
Sur cette édition de Paris-Nice 128 coureurs participent divisés en 16 équipes : Cofidis, le Crédit par Téléphone, Casino-AG2R, Mapei-Quick Step, Rabobank, Française des Jeux, Kelme-Costa Blanca, Crédit agricole, Vini Caldirola-Sidermec, Festina-Lotus, US Postal Service, Cantina Tollo-Alexia Alluminio, Lotto-Mobistar, Team Polti, BigMat-Auber 93, Saeco Macchine per Caffé-Cannondale et Post Swiss Team. L’épreuve est terminée par 103 coureurs.

## Étapes
| Étape     | Date    | Villes étapes                | type     | Distance (km) | Vainqueur d'étape   | Leader du classement général |
| --------- | ------- | ---------------------------- | -------- | ------------- | ------------------- | ---------------------------- |
| Prologue  | 7 mars  | Boulogne-Billancourt – Paris | prologue | 9             | Chris Boardman      | Chris Boardman               |
| 1re étape | 8 mars  | Nangis – Sens                |          | 184,7         | Andreï Tchmil       | Andreï Tchmil                |
| 2e étape  | 9 mars  | Sens – Vichy                 |          | 214           | Jaan Kirsipuu       | Stuart O'Grady               |
| 3e étape  | 10 mars | Nevers – Vichy               |          | 204,8         | Laurent Roux        | Stuart O'Grady               |
| 4e étape  | 11 mars | Cusset – Firminy             |          | 187           | Santiago Botero     | Michael Boogerd              |
| 5e étape  | 12 mars | Romans-sur-Isère – Sisteron  |          | 211           | Jacky Durand        | Michael Boogerd              |
| 6e étape  | 13 mars | Sisteron – Valberg           |          | 198,7         | Frank Vandenbroucke | Michael Boogerd              |
| 7e étape  | 14 mars | Nice – Nice                  |          | 157,1         | Tom Steels          | Michael Boogerd              |

### Prologue
7-03-1999. Boulogne-Billancourt-Paris, 9 km.  (clm)
|   | Cycliste            | Équipe                           | Temps       |
| - | ------------------- | -------------------------------- | ----------- |
| 1 | Chris Boardman      | Crédit agricole                  | 10 min 21 s |
| 2 | Stuart O'Grady      | Crédit agricole                  | + 2 s       |
| 3 | Frank Vandenbroucke | Cofidis, le Crédit par Teléphone | + 6 s       |

### 1reétape
8-03-1999. Nangis-Sens, 184,7 km.
|   | Cycliste      | Équipe         | Temps           |
| - | ------------- | -------------- | --------------- |
| 1 | Andreï Tchmil | Lotto-Mobistar | 4 h 42 min 24 s |
| 2 | Markus Zberg  | Rabobank       | m.t.            |
| 3 | Leon van Bon  | Rabobank       | m.t.            |

### 2eétape
9-03-1999. Sens-Nevers 214 km.
|   | Cycliste        | Équipe          | Temps           |
| - | --------------- | --------------- | --------------- |
| 1 | Jaan Kirsipuu   | Casino-AG2R     | 5 h 45 min 23 s |
| 2 | Stéphane Barthe | Casino-AG2R     | m.t.            |
| 3 | Henk Vogels     | Crédit agricole | m.t.            |

### 3eétape
10-03-1999. Nevers-Vichy 204,8 km.
|   | Cycliste        | Équipe             | Temps           |
| - | --------------- | ------------------ | --------------- |
| 1 | Laurent Roux    | Casino-AG2R        | 5 h 04 min 46 s |
| 2 | Jo Planckaert   | Lotto-Mobistar     | + 8 s           |
| 3 | Stéphane Heulot | Française des Jeux | m.t.            |

### 4eétape
11-03-1999. Cusset-Firminy, 187 km.
|   | Cycliste        | Équipe             | Temps           |
| - | --------------- | ------------------ | --------------- |
| 1 | Santiago Botero | Kelme-Costa Blanca | 4 h 43 min 58 s |
| 2 | Michael Boogerd | Rabobank           | m.t.            |
| 3 | Marc Wauters    | Rabobank           | + 29 s          |

### 5eétape
12-03-1999. Romans-Sisteron, 211 km.
|   | Cycliste     | Équipe                         | Temps           |
| - | ------------ | ------------------------------ | --------------- |
| 1 | Jacky Durand | Lotto-Mobistar                 | 6 h 19 min 20 s |
| 2 | Lauri Aus    | Casino-AG2R                    | + 38 s          |
| 3 | Guido Trenti | Cantina Tollo-Alexia Alluminio | m.t.            |

### 6eétape
13-03-1999. Sisteron-Valberg, 198,7 km.
|   | Cycliste            | Équipe                              | Temps           |
| - | ------------------- | ----------------------------------- | --------------- |
| 1 | Frank Vandenbroucke | Cofidis, le Crédit par Téléphone    | 5 h 10 min 03 s |
| 2 | Richard Virenque    | Team Polti                          | m.t.            |
| 3 | Dario Frigo         | Saeco Macchine per Caffé-Cannondale | m.t.            |

### 7eétape
14-03-1999. Nice-Nice, 157,1 km.
|   | Cycliste        | Équipe                              | Temps           |
| - | --------------- | ----------------------------------- | --------------- |
| 1 | Tom Steels      | Mapei-Quick Step                    | 4 h 06 min 41 s |
| 2 | Harald Morscher | Saeco Macchine per Caffé-Cannondale | m.t.            |
| 3 | Glenn Magnusson | US Postal Service                   | m.t.            |

## Classement final
| #   | Cycliste            | Équipe          |    | Temps            |
| --- | ------------------- | --------------- | -- | ---------------- |
| 1.  | Michael Boogerd     | Rabobank        | en | 36 h 04 min 13 s |
| 2.  | Markus Zberg        | Rabobank        | +  | 57 s             |
| 3.  | Santiago Botero     | Kelme           |    | 1 min 38 s       |
| 4.  | Frank Vandenbroucke | Cofidis         |    | 2 min 10 s       |
| 5.  | Marc Wauters        | Rabobank        |    | 2 min 13 s       |
| 6.  | Maarten den Bakker  | Rabobank        |    | 2 min 14 s       |
| 7.  | Dario Frigo         | Saeco           |    | 2 min 30 s       |
| 8.  | Wladimir Belli      | Festina         |    | 2 min 32 s       |
| 9.  | Jens Voigt          | Crédit agricole |    | 2 min 37 s       |
| 10. | Geert Verheyen      | Lotto-Mobistar  |    | 2 min 58 s       |